# Moqueta

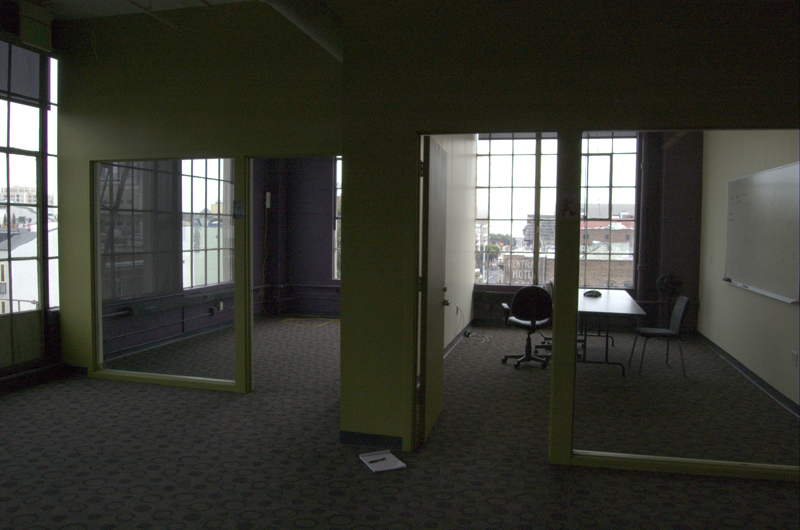
Terra enmoquetat

La moqueta  o  encatifat  és un element decoratiu consistent en una coberta de tela que s'enganxa sobre el sòl de l'habitatge, de l'oficina, etc. La moqueta és un revestiment tèxtil que a més d'embellir, proporciona un ambient càlid i acollidor a les habitacions en què es col·loca. Fou inventada a Dalton (Geòrgia),
Existeix una gran varietat de dissenys i colors de moquetes. Entre els materials en què es fabriquen destaquen els següents:.
- Les  fibres naturals , com la llana o el sisal.
- Les  fibres sintètiques  com la poliamida o el polipropilè.
- Les  composicions mixtes  de fibres sintètiques i naturals.

Des del punt de vista de la seva col·locació, les moquetes poden adquirir-se en rotllos o en llosetes individuals.

## Instal·lació
Les moquetes es poden instal·lar de diverses maneres:
- Utilitzant cinta adhesiva de doble cara que es col·loca en el perímetre de la lloseta per fixar-la a terra. Es col·loca millor sobre superfícies plàstiques. És un procediment habitual en recintes de petita superfície.
- Emprar un producte adhesiu per al sòl sense dissolvent.
- Aplicant cola fluida.

En funció del tipus de sòl, abans de col·locar la moqueta serà necessari fer alguns treballs de preparació. Si es tracta de rajoles, caldrà netejar acuradament abans de col·locar la moqueta. Quan el terra és de tarima, cal aïllar prèviament amb feltre de jute i col·locar sobre ell un tauler de fusta per compensar els desnivells. En els sòls es pot fer un paviment per deixar una superfície llisa.

## Manteniment
La neteja de la moqueta s'ha de fer almenys un cop per setmana passant l'aspirador. D'aquesta manera s'elimina la pols superficial i s'evita que penetri en les fibres.